# ポルトガルのイスラム教

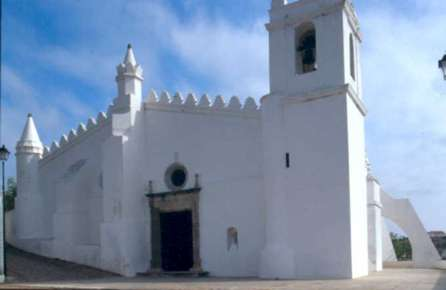
メルトラにある、かつてモスクだった建築物。現在はカトリックへと宗旨変えをしている。

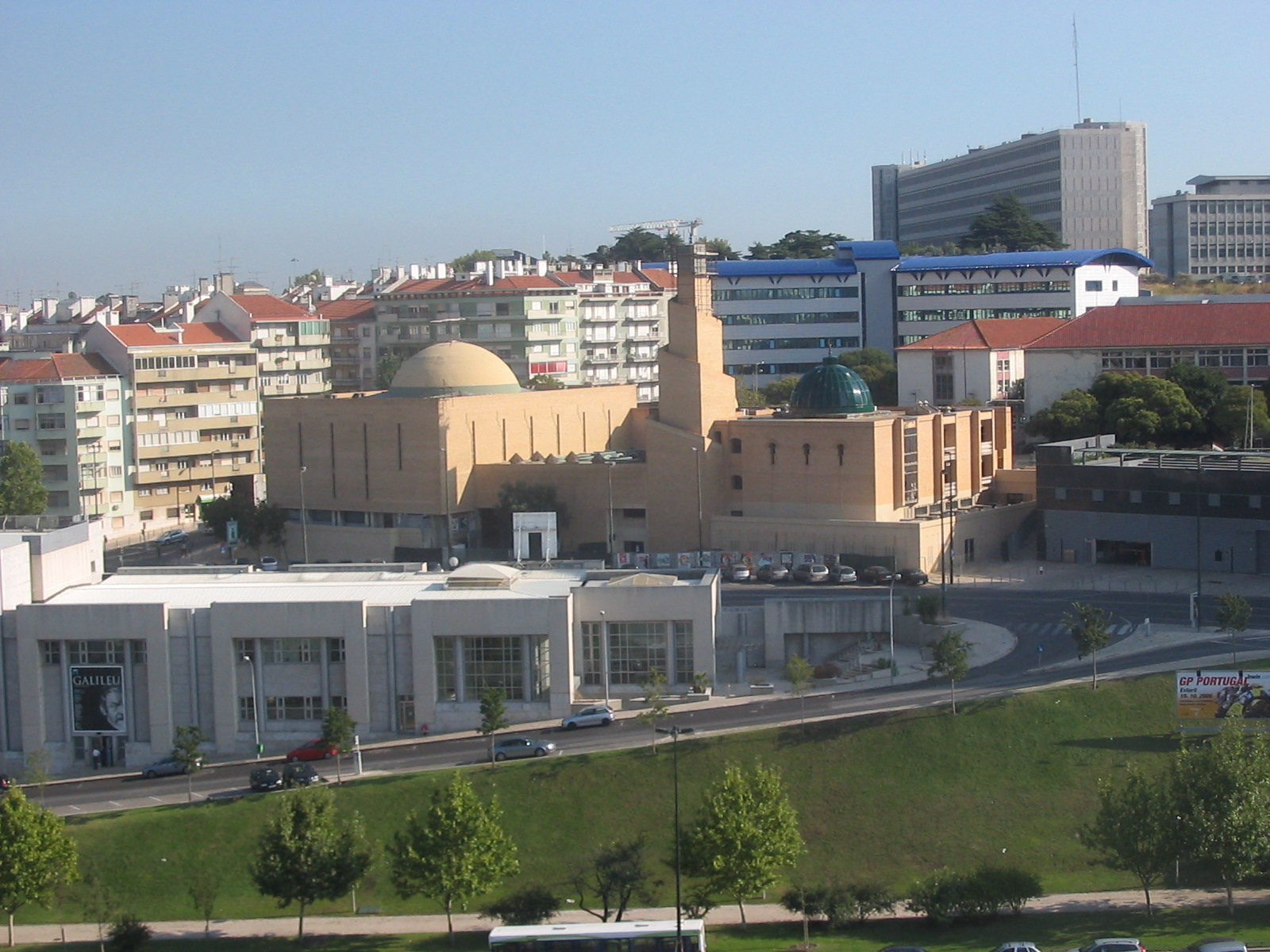
リスボン中央モスク

本項目では、ポルトガルのイスラム教（イスラーム）について記述する。
ポルトガル国立統計局によると、1991年の国勢調査ではポルトガル国内に9,134人のムスリム（イスラム教徒）が居住しており、これは全人口の約0.1%にあたる。しかし、首都リスボンのイスラム教徒コミュニティは約40,000に達しているという報告もある。ポルトガルのムスリムはギニアビサウやモザンビークなどかつてポルトガル海上帝国に含まれていた地域に出自を持つ者が大多数を占めており、特にモザンビークに出自を持つムスリムはその大部分がインド亜大陸にその出自を持つ。

## 歴史
711年から1249年まで、現代のポルトガルの領土の大部分（すなわちドウロ川もしくはモンデゴ川より南部の地域であるが、特にポルトガル南部にあるアレンテージョやアルガルヴェに影響が大きい）はイスラム教徒であったムーア人の支配下にあり、アル・ガルブ・アル・アンダルス（アンダルス - 現代のスペイン・アンダルシア地域の西を意味する、アルガルヴェの語源でもある）と呼ばれていた。この統治はポルトガルの文化に遺産として重大な影響を及ぼしており、特にイスラーム美術という形式で大きな影響を残した。ポルトガル語もまた影響を受け、この時期にアラビア語から多くの単語が借用語としてポルトガル語に定着した。
アレンテージョのメルトラには国内で唯一この時期のモスクが残っている。このモスクはレコンキスタの後はカトリック教会へと宗旨変えを行って現代まで残ることとなった。